# Dear Mama (cântec Blaxy Girls)
Dear Mama este melodia cu care Blaxy Girls s-au prezentat la semifinala națională 1 a Concursului Eurovision 2009.

## Eurovision 2009
Melodia este una dintre cele 24 ce vor putea reprezenta România în Concursul Muzica Eurovision 2009.
A fost prima oară difuzată pe 1 ianuarie 2009, pe Kiss TV.

La selecția națională Eurovision din 27 ianuarie 2009, Blaxy Girls s-au calificat în Finala din 31 ianuarie.
- Locul: 3
- Puncte: 18

## Mesajul
Versurile evocă dragostea și grija pe care o au mamele față de noi toți.

## Lista Pieselor
1. Dear Mama: Album Oficial (3:15)
2. Versiunea Videoclipului (3:40)
3. Versiunea Eurovision (3:05)

Numai iTunes single
1. Dear Mama Karaoke (3:15)

## Recepție
Piesa a fost al doilea mare succes al trupei Blaxy Girls. Ajungând pe locul 1 al tuturor topurilor din România, pe locul 7 în clasamentul ESC Radio și pe locul 74 în Euro Top 200. De asemenea, a intrat și în clasamentele din Marea Britanie. Pe iTunes, single-ul este descărcat apropape zilnic, iar versiunea "Karaoke", lansată la 1 septembrie 2009 a fost descărcată deja de peste 200 de ori.

## Videoclip(uri)
Pentru "Dear Mama", s-au filmat 2 videoclipuri: primul, filmat în ianuarie 2009 și lansat pe data de 3 ale lunii, a fost filmat special pentru Selecția Națională 2009. A fost regizat chiar de către Rucsy. Este difuzat doar pe posturile naționale (TVR 1, 2, 3, International, HD, etc.).
Cel de al doilea clip, cel oficial, lansat la 10 ianuarie, este deja consacrat. Are o nominalizare la MTV Romania Music Awards 2009. În videoclip joacă Rucsy, mama ei și restul fetelor Blaxy. Videoclipul începe cu Blaxy Girls înregistrând un videoclip la noul lor single. Ulterior aflăm că este un omagiu adus mamei lui Rucsy. Apoi, o vedem pe Rucsy certându-se cu mama ei, pe diverse motive. Ea îi dă o palmă, iar Rucsy pleacă, trântind ușa. Apoi, mama ei ia pastile pentru inimă. O vedem pe Rucsy râzand cu prietenii ei. Cele două se întâlnesc, dar Rucsy o privește cu dispreț, apoi pleacă mai departe. O vedem pe mama lui Rucsy plângând în stația de autobuz. I-se face rău și face atac de cord. Lumea cheamă o ambulanță. Medicii încearcă să o ajute, dar nu reușesc. Rucsy, care s eplimba cu prietenii prin zonă o vede pe mama ei fără viață și începe să plângă. Ultima scenă o arată pe Rucsy la mormântul mamei el, cu o floare...

## Topuri
| Clasament (2009)     | Poziție |
| -------------------- | ------- |
| Fresh Top 40 Romania | 7       |
| B1 TV Charts         | 15      |
| Clasament TVR        | 3       |